# Potenciador del sabor
Un potenciador del sabor es un compuesto químico (aditivo alimentario) que hace que los alimentos aumenten su sabor. Se emplean en muchos alimentos procesados para que sean más atractivos al consumidor. El nombre "potenciador" sugiere erróneamente que estos productos carecen de sabor propio. Durante muchos años, la civilización occidental ignoró la existencia del quinto sabor, llamado umami. Los potenciadores de sabor producen el sabor umami y por lo tanto como aditivos lo añaden a los alimentos.
Los potenciadores del sabor más usados son:

## Europeos (pornúmero E)
- E620 Ácido glutámico
- E621 Glutamato monosódico
- E622 Glutamato monopotásico
- E623 Diglutamato de calcio
- E624 Glutamato de amonio
- E625 Diglutamato de magnesio
- E626 Ácido guanílico
- E627 Guanilato disódico
- E628 Guanilato dipotásico
- E629 Guanilato de calcio
- E630 Ácido inosínico
- E631 Inosinato disódico
- E632 Inosinato dipotásico
- E633 Inosinato de calcio
- E634 5'-Ribonucleótidos de calcio
- E635 5'-Ribonucleótidos de sodio
- E636 Maltol
- E637 Etilmaltol
- E640 Glicina y su sal sódica
- E641 L-Leucina
- E650 Glicerina sódica
- E900 	Dimetilpolisiloxano